# 12 Dywizja Piechoty (III Rzesza)
12 (Meklemburska) Dywizja Piechoty (niem. 12. Infanterie-Division) – niemiecka dywizja z czasów II wojny światowej, uczestniczyła w agresji na Polskę i Francję oraz ataku na Związek Radziecki.

## Formowanie i szlak bojowy
12 Dywizja Piechoty sformowana została w 1934 pod ukrytą nazwą Infanterieführer II., miejsce stacjonowania sztabu Schwerin. Na mocy rozkazu z 15 października 1935 otrzymała oficjalną nazwę 12 Dywizja Piechoty. Stacjonowała w II Okręgu Wojskowym.
We wrześniu 1939 12 DP uczestniczyła w inwazji na Polskę, a w 1940 w inwazji na Francję. Do maja 1941 stanowiła część sił okupacyjnych w Europie Zachodniej, w ostatnim okresie w Holandii.
W czerwcy 1941 dywizja wzięła udział w Operacji Barbarossa w składzie Grupy Armii Północ i pozostawała pod jej rozkazami do końca 1943. W okresie luty-kwiecień 1942 była jedną z dywizji okrążonych w Kotle Diemiańskim, skąd udało jej się (przy znacznych stratach) wyrwać.
Na początku 1944 odbudowaną dywizję wcielono do 4 Armii, wchodzącej w skład Grupy Armii Środek; w czerwcu musiała zmierzyć się z ofensywą radziecką na Białorusi (Operacja Bagration). Po załamaniu się frontu dywizja wycofała się do Mohylewa, który miał być broniony do upadłego i została tam zupełnie rozbita. Jedynie nielicznym żołnierzom udało się przebić z kotła do swoich.
Odtworzona w październiku 1944, jako 12 Dywizja Grenadierów Ludowych, do końca wojny walczyła na froncie zachodnim, w składzie Grupy Armii B. Brała udział w obronie Akwizgranu, bitwie o las Hurtgen, w ofensywie w Ardenach. 18 kwietnia 1945 kapitulowała w Wuppertalu, okrążona w kotle w Zagłębiu Ruhry.

## Dowódcy dywizji
- gen. mjr Wilhelm Ulex 1 X 1935 – 6 X 1936;
- gen. mjr Albrecht Schubert 6 X 1936 – 1 IV 1938;
- gen. por. Ludwig van der Leyen[2] 1 IV 1938 – 10 III 1940;
- gen. Walther Kurt von Seydlitz-Kurzbach 10 III 1940 – 31 XII 1941;
- płk Karl Hernekamp 1 I 1942 – 1 III 1942;
- gen. por. Kurt - Jürgen Freiherr von Lützow 1 III 1942 – 1 VI 1942;
- płk Gerhard Müller 1 VI 1942 – 11 VII 1942;
- płk Wilhelm Lorenz 11 VII 1942 – 20 VII 1942;
- gen. por. Kurt - Jürgen Freiherr von Lützow 20 VII 1942 – 25 V 1944;
- gen. por. Curt Jahn 25 V 1944 – 4 VI 1944;
- gen. por. Rudolf Bamler 4 VI 1944 – 27 VI 1944;
- gen. mjr/gen. por. Gerhard Engel 28 VI 1944 – 12 IV 1944;
- gen. mjr Ernst König 12 IV 1945 – 18 IV 1945.

## Struktura organizacyjna
Skład w sierpniu 1939
- 27 pułk piechoty: miejsce postoju sztabu, II II i III batalionu – Rostock;
- 48 pułk piechoty: miejsce postoju sztabu, I, II, III i rezerwowego batalionu – Neustrelitz;
- 89 pułk piechoty: miejsce postoju sztabu, I i III batalionu – Schwerin, II batalionu – Wismar;
- 12 pułk artylerii: miejsce postoju sztabu, I i II dywizjonu – Schwerin, III dywizjonu – Rostock;
- I dywizjon 48 pułku artylerii ciężkiej: miejsce postoju – Güstrow;
- 12 batalion pionierów: miejsce postoju – Schwedt;
- 12 oddział przeciwpancerny: miejsce postoju – Schwerin;
- 12 oddział łączności: miejsce postoju – Schwerin;
- 12 oddział obserwacyjny: miejsce postoju – nie został sformowany;

Skład w styczniu 1940
27, 48 i 89 pułk piechoty, 12 pułk artylerii, I/48 pułk artylerii ciężkiej, 12 batalion pionierów, 12 oddział rozpoznawczy, 12 oddział przeciwpancerny, 12 oddział łączności, 12 polowy batalion zapasowy;
Skład w styczniu 1943
27 pułk fizylierów, 48 i 89 pułk grenadierów, 12 pułk artylerii, 12 batalion pionierów, 12 oddział rozpoznawczy, 12 oddział przeciwpancerny, 12 oddział łączności, 12 polowy batalion zapasowy;
Skład w sierpniu 1943
27 pułk fizylierów, 48 i 89 pułk grenadierów, 12 pułk artylerii, 12 batalion pionierów, 12 batalion fizylierów, 12 oddział przeciwpancerny, 12 oddział łączności, 12 polowy batalion zapasowy;
Skład w sierpniu 1944
27 pułk fizylierów, 48 i 89 pułk grenadierów, 12 pułk artylerii, 12 batalion pionierów, 12 batalion fizylierów, 12 oddział przeciwpancerny, 12 oddział łączności, 12 polowy batalion zapasowy;
Skład w październiku 1944
27 pułk fizylierów, 48 i 89 pułk grenadierów, 12 pułk artylerii, 12 batalion pionierów, 12 batalion fizylierów, 12 oddział przeciwpancerny, 12 oddział łączności, 12 polowy batalion zapasowy;